# Pacyfikacja Wawrzyszewa
Pacyfikacja Wawrzyszewa – pacyfikacja podwarszawskiej osady Wawrzyszew, dokonana przez Niemców w trzecim dniu powstania warszawskiego. 3 sierpnia 1944 oddziały niemieckie częściowo spaliły miejscowość, mordując ponad 30 osób – w tym kobiety i dzieci.

## Przebieg masakry
Wawrzyszew – obecnie osiedle warszawskiej dzielnicy Bielany – stanowił latem 1944 odrębną osadę. W jej pobliżu znajdowało się silnie obsadzone przez Niemców lotnisko bielańskie. W nocy z 1 na 2 sierpnia 1944 oddziały partyzanckie Armii Krajowej z Kampinosu zaatakowały lotnisko, lecz po zaciętej walce zostały odparte tracąc 29 zabitych i 45 rannych. Jednocześnie w okolicach Bielan znalazły się, przejściowo wycofane z Warszawy, główne siły Obwodu II AK „Żoliborz”. Walki prowadzone w pierwszych dniach powstania częściowo objęły również Wawrzyszew, choć na terenie samej osady nie toczono ich zbyt energicznie. 3 sierpnia w godzinach przedpołudniowych Niemcy zaatakowali pozycje żoliborskich powstańców na Bielanach. Za cenę poważnych strat polskim żołnierzom udało się odeprzeć atak.
W tej sytuacji Niemcy postanowili zemścić się na cywilnej ludności Wawrzyszewa. Jeszcze tego samego dnia do osady wtargnęli niemieccy żołnierze – według zeznań świadków należący do formacji SS. Zabudowania Wawrzyszewa obrzucano granatami i podpalano, a ich mieszkańców wypędzano. Osoby stawiające opór lub ociągające się z opuszczeniem domu zabijano na miejscu. Ponadto kilkunastu mężczyzn zostało zamordowanych strzałami w tył głowy. Od niemieckich kul i granatów, a także w podpalonych domach, zginęło łącznie ponad 30 mieszkańców Wawrzyszewa – w tym kobiety i dzieci. Samą osadę częściowo spalono – ucierpiał zwłaszcza tzw. Wawrzyszew Stary (przedłużenie ul. Żeromskiego). Ocalałych mieszkańców Niemcy wysiedlili.

## Pamięć
22 listopada 1992 na rogu ulic Wólczyńskiej i Wolumen odsłonięto metalowy krzyż upamiętniający ofiary pacyfikacji Wawrzyszewa. Na ceglanym cokole zamieszczono tablicę z inskrypcją: „Miejsce uświęcone krwią mieszkańców Wawrzyszewa i żołnierzy AK zamordowanych przez oprawców hitlerowskich w dniu 3 sierpnia”. Poniżej zapisano nazwiska 34 zidentyfikowanych ofiar masakry, a pod nimi słowa „oraz nierozpoznani żołnierze AK i cywile pochowani w zbiorowych mogiłach na cmentarzu w Wawrzyszewie. Niech Pan Bóg obdarzy Ich szczęściem wiecznym. Proszą najbliżsi”.